# Silbertrifluoracetat
Silbertrifluoracetat ist eine organische Verbindung aus der Gruppe der Trifluoracetate, das Silbersalz der Trifluoressigsäure.

## Herstellung
Silbertrifluoracetat kann durch Reaktion von Trifluoressigsäure mit Silber(I)-oxid in Diethylether gewonnen werden.

## Reaktionen
Die Reaktion von Silbertrifluoracetat mit Nitrosylchlorid ergibt das gemische Anhydrid Nitrosyltrifluoracetat, dessen Pyrolyse unter Abspaltung von Kohlenstoffdioxid zu Trifluornitrosomethan führt. Durch Reaktion Iodbenzoldichlorid wird (Bis(trifluoracetoxy)iod)benzol erhalten, das als Reagenz in der organischen Synthese verwendet wird, beispielsweise für Dehydratisierungen.
Die Reaktion von Silbertrifluoracetat mit Carbonsäurechloriden (zum Beispiel Benzoylchlorid) ergibt gemischte Anhydride der Trifluoressigsäure (zum Beispiel Benzoyltrifluoracetat). Mit elementarem Iod oder Brom bilden sich Reagenzien, die Aromaten bromieren beziehungsweise iodieren können. So entsteht aus Benzol als Hauptprodukt Iodbenzol beziehungsweise Brombenzol, aus Iodbenzol 1,4-Diiodbenzol oder 1-Brom-4-iodbenzol, aus Brombenzol 1-Brom-4-iodbenzol oder 1,4-Dibrombenzol. Bei der Reaktion von Silbertrifluoracetat mit Iod in Nitrobenzol wird dieses hingegen kaum iodiert, stattdessen entsteht vor allem Trifluoriodmethan.
Durch Salzmetathese mit diversen Metallchloriden können andere Trifluoracetate gewonnen werden, zum Beispiel Zinktrifluoracetat aus Zinkchlorid.